# Bartolomé García de Nodal
Bartolomé García de Nodal (1574, à Pontevedra - 5 septembre 1622, à La Havane) est un navigateur espagnol envoyé en expédition en 1618 par Philippe III d'Espagne avec son frère Gonzalo.

## Biographie
Avec son frère, il explore le détroit de Le Maire (1618) et réalise en février 1619 le premier franchissement effectif du passage de Drake. Durant cette expédition, les deux frères découvrent un petit groupe d'îles environ 100 kilomètres au sud-ouest du cap Horn, à une latitude de 56°30'S. Ils les baptisent îles Diego Ramirez. Ces îles demeurent le point le plus au sud atteint par l'homme jusqu'à la découverte des îles Sandwich du Sud par le capitaine James Cook en 1775.
Il meurt le 5 septembre 1622 dans le naufrage du Nuestra Señora de Atocha à La Havane.